# Liste der Ehrenbürger von Trostberg
Das Ehrenbürgerrecht ist die höchste kommunale Auszeichnung der oberbayerischen Stadt Trostberg. Gemäß der Ehrenordnung der Stadt Trostberg kann es an Persönlichkeiten verliehen werden, die sich bleibende höchste Verdienste um das Ansehen und das Allgemeinwohl der Stadt erworben haben. Die Verleihung erfolgt durch Beschluss des Stadtrates mit Zweidrittelmehrheit. 
Jeder Ehrenbürger erhält im Rahmen einer feierlichen Stadtratssitzung eine künstlerisch gestaltete Verleihungsurkunde, die über seine Verdienste Aufschluss gibt. Sie ist vom 1. Bürgermeister oder dessen Vertreter unterzeichnet und besiegelt. Gemäß Art. 16 der Bayerischen Gemeindeordnung kann die Ernennung wegen unwürdigen Verhaltens widerrufen werden. Ein solcher Beschluss bedarf einer Mehrheit von zwei Dritteln der stimmberechtigten Mitglieder des Stadtrats. 
Seit 1882 wurde mindestens 16 Personen diese Ehrung zuteil.
Anlässlich der „Nationalen Erhebung“ in Deutschland wurden in einer außerordentlichen Sitzung des Stadtrates am 31. März 1933 Ehrenbürgerschaften an Paul von Hindenburg, Adolf Hitler und Franz Ritter von Epp verliehen. Diese drei Ehrungen erscheinen in keiner Ehrenbürgerliste mehr. Die Ehrenbürgerverleihung von Adolf Hitler wurde nachweislich offiziell nie vollzogen, die Verleihung an die beiden anderen Personen vermutlich ebenso wenig. In der Stadtratssitzung vom 27.März 1946, Beschluss Nr. 150, wurde die Ernennung zum Ehrenbürger für alle drei Personen widerrufen.
Hinweis: Die Auflistung erfolgt chronologisch nach Datum der Zuerkennung. Sie ist nach 1963 vermutlich nicht mehr vollständig.

## Die Ehrenbürger der Stadt Trostberg
1. Friedrich von Reichert
Kgl. Rentbeamter
Verleihung am 7. November 1882
2. Karl Tiefenböck (* 21. Januar 1827; † 21. April 1896)
Lehrer
Verleihung am 2. Oktober 1890
Tiefenböck wurde wegen seiner besonderen Verdienste anlässlich seines 25-jährigen Jubiläums als Lehrer in Trostberg zum Ehrenbürger ernannt.
3. Karl Heckenstaller
Kgl. Regierungsrat
Verleihung am 19. Oktober 1891
4. Max von Heusler
Kgl. Oberamtsrichter
Verleihung am 8. Mai 1896
Während seiner elfeinhalbjährigen Amtstätigkeit in Trostberg erwarb sich Heusler in hohem Maße die Liebe, Hochachtung und Verehrung der Einwohnerschaft.
5. Ottmar Kuttmann
Kgl. Bauamtmann
Verleihung am 22. August 1900
Kuttmann wurde die Ehrenbürgerschaft für seine großen Verdienste für den Markt verliehen.
6. Max Mayr
Kgl. Bauamtmann
Verleihung am 22. August 1900
Mayr wurde die Ehrenbürgerschaft für seine großen Verdienste für den Markt verliehen.
7. Alois Gilg
Katholischer Pfarrer, Distriktsschulinspektor
Verleihung am 19. Juni 1905
Gilg wurde in Ansehung der vielen und großen Verdienste im Markt seit einer Reihe von Jahren zum Ehrenbürger ernannt.
8. Nikodem Caro (* 23. Mai 1871 in Łódź; † 27. Juni 1935 in Zürich)
Chemiker
Verleihung am 18. November 1915
Mit dem Bau von drei Kalkstickstoffwerke entlang der Alz verdankte das ganze Alztal, besonders die Stadtgemeinde Trostberg, Caro die Verwirklichung der Ausnutzung Wasserkraft in großem Stile und die damit zusammenhängende Korrektion der Alz.
9. Karl Freiherr von Schatte
Kgl. Oberlandesgerichtsrat, Oberamtsrichter
Verleihung am 2. April 1919
Schatte wurde für seine Verdienste während seiner 15-jährigen Wirkung als Vorsteher des kgl. Amtsgerichts in Trostberg zum Ehrenbürger ernannt.
10. Anton Lehemeir (* 18. April 1841; † 21. Juli 1933)
Uhrmachermeister, Hoffotograf
Verleihung am 10. Juni 1919
Lehemair wurde für die ununterbrochene Tätigkeit in der Verwaltung, darunter 38 Jahre als Bürgermeister der Stadt, ausgezeichnet.
11. Hilarion Kufner (* 21. Oktober 1852; † 9. Mai 1938)
Hauptlehrer
Verleihung am 26. Juli 1920
Die Ernennung erfolgte in Ansehung seiner vielen Verdienste um Schule und Stadt in einer langen Reihe von Jahren.
12. Adolf Ufer (* 16. November 1863 in Landau (Pfalz); † 13. April 1939 in Traunstein) 
Bezirksamtmann, Oberregierungsrat
Verleihung am 14. November 1928
Ufer wurde zum 1. Januar 1929 wegen Erreichens der Altersgrenze in den Ruhestand versetzt. Wegen seiner vielfältigen Verdienste initiierte der Haslacher Altbürgermeister Pius Bachmaier, dass Ufer in allen 50 Gemeinden des Bezirks Traunstein zum Ehrenbürger ernannt wurde.
  - Paul von Hindenburg  (* 2. Oktober 1847 in Posen; † 2. August 1934 auf Gut Neudeck)

Reichspräsident
Verleihung am 31. März 1933
  - Adolf Hitler (* 20. April 1889 in Braunau am Inn; † 30. April 1945 in Berlin)

Reichskanzler
Verleihung am 31. März 1933
  - Franz Ritter von Epp (* 16. Oktober 1868 in München; † 31. Januar 1947 in München)

komm. Ministerpräsident
Verleihung am 31. März 1933
13. Johann Rieger (* 30. Dezember 1863; † 24. November 1933)
Kommerzienrat, Papierfabrikbesitzer
Verleihung am 26. Oktober 1933
Rieger machte sich während nahezu drei Jahrzehnten als langjähriger Vorsitzender des Gemeindekollegiums, als Mitglied des Stadtrates und des Bauausschusses, als Vertreter der Stadt beim Bahnbau nach Garching a.d.Alz und im Distriktsrat um die kulturelle und wirtschaftliche Hebung der Stadt sehr verdient.
14. Wilhelm Kellermann (* 16. Dezember 1870; † 7. Oktober 1962)
Kaufmann
Verleihung am 17. Februar 1950
Kellermann machte sich als langjähriger Bürgermeister über drei Jahrzehnte um das kulturelle und wirtschaftliche Aufblühen der Stadt verdient. Ihm wurde auch der Titel des Ehrenbürgermeisters verliehen, zudem ist er Träger der Goldenen Bürgermedaille.
15. Stefan Pinsl (* 25. April 1885; † 12. Juni 1961)
Kaufmann
Verleihung am 14. Juni 1961
Pinsl hat sich über zwei Jahrzehnte sehr verdient gemacht und besonders in den schweren Nachkriegsjahren beim Wiederaufbau Vorbildliches zum Wohle der Stadt geleistet. Wegen seines unerwarteten Ablebens konnte die noch zu Lebzeiten beschlossene Verleihung der Ehrenbürgerschaft nicht mehr erfolgen. Zuvor war ihm bereits die Goldene Bürgermedaille überreicht worden.
16. Johann Rieger (* 6. November 1893; † 1967)
Fabrikbesitzer
Verleihung am 31. Oktober 1963
Rieger wurde wegen seiner hohen Verdienste um das wirtschaftliche und kommunale Leben der Stadt zum Ehrenbürger ernannt. Er ist außerdem Träger der Goldenen Bürgermedaille.